# Lužani (Oriovac)
Lužani falu Horvátországban, Bród-Szávamente megyében. Közigazgatásilag Oriovachoz tartozik.

## Fekvése
Bródtól légvonalban 24, közúton 31 km-re nyugatra, Pozsegától   légvonalban 18, közúton 25 km-re délre, községközpontjától 4 km-re nyugatra, Szlavóniában, a Dilj-hegység délnyugati lejtői alatt, az Orljava jobb partján fekszik. Itt halad át az A3-as (Zágráb-Lipovac) autópálya és a Zágráb-Vinkovci vasútvonal.

## Története
A település nevét 1256-ban „Lusan” alakban említik először a pozsegai Szent Péter káptalan oklevelében, melyben Bolk fia Bilota Lusan nevű birtokát Predrag fia Demeternek és Dragan fia Dragotának eladta. Ezután 1397-ben egy pozsega megyei nemes ember nevében fordul elő. A térséget 1536 körül foglalta el a török és több. mint 150 évig török uralom alatt állt. Kedvező fekvése miatt a török uralom idején plébánia székhelye volt, melynek területe egészen a Száváig nyúlott le. 1623-ban a plébániát Posavina néven említik. 1638-ban Jeronim Lučić szkardonai és boszniai püspök 449 személyt bérmált meg itt. 1660-ban Petar Nikolić püspök azt írja, hogy a lužani plébánia területén egy templom található, melyet a Boldogságos Szűz mennybevétele tiszteletére szenteltek. A térség 1691-ben szabadult fel végleg a török uralom alól. 1698-ban „Kaszaba aliter Lusan”  néven hajdútelepülésként szerepel a kamarai összeírásban a felszabadított szlavóniai települések között. 1730-ban Lužaninak 40 háza volt. Itt állt a fából épített Szent Margit templom Szent Margit, Szent Gergely pápa és Szent Máté evangélista oltáraival, körülötte temetővel. 1746-ban a faluban 35 ház állt. 1758-ban a templomot már rossz állapotúnak mondták. 1760-ban a településnek 51 háza volt 78 családdal és 373 lakossal.
Az első katonai felmérés térképén „Luxane” néven található. A gradiskai ezredhez tartozott. Lipszky János 1808-ban Budán kiadott repertóriumában „Luxane” néven szerepel. Nagy Lajos 1829-ben kiadott művében „Luzane” néven 98 házzal, 476 katolikus és 19 ortodox vallású lakossal találjuk. A katonai közigazgatás megszüntetése után 1871-ben Pozsega vármegyéhez csatolták. A 19. század végén és a 20. század elején Likából katolikus horvát és pravoszláv szerb családok, a Bánság és a Kordun területéről pravoszláv szerbek települtek be.
A településnek 1857-ben 495, 1910-ben 826 lakosa volt. Az 1910-es népszámlálás szerint lakosságának 82%-a horvát, 16%-a szerb anyanyelvű volt. Pozsega vármegye Bródi járásának része volt. Az első világháború után 1918-ban az új szerb-horvát-szlovén állam, majd később (1929-ben) Jugoszlávia része lett. A település 1991-től a független Horvátországhoz tartozik. 1991-ben lakosságának 61%-a horvát, 20%-a szerb, 9%-a jugoszláv nemzetiségű volt. 2011-ben 1058 lakosa volt.  A településen orvosi rendelő, anyakönyvi hivatal, postahivatal, horvát ház működik.

## Lakossága
| Lakosság változása | Lakosság változása | Lakosság változása | Lakosság változása | Lakosság változása | Lakosság változása | Lakosság változása | Lakosság változása | Lakosság változása | Lakosság változása | Lakosság változása | Lakosság változása | Lakosság változása | Lakosság változása | Lakosság változása | Lakosság változása |
| ------------------ | ------------------ | ------------------ | ------------------ | ------------------ | ------------------ | ------------------ | ------------------ | ------------------ | ------------------ | ------------------ | ------------------ | ------------------ | ------------------ | ------------------ | ------------------ |
| 1857               | 1869               | 1880               | 1890               | 1900               | 1910               | 1921               | 1931               | 1948               | 1953               | 1961               | 1971               | 1981               | 1991               | 2001               | 2011               |
| 495                | 571                | 584                | 693                | 711                | 826                | 818                | 953                | 970                | 1.057              | 1.148              | 1.210              | 1.233              | 1.275              | 1.192              | 1.058              |

## Gazdaság
A helyi gazdaság alapja hagyományosan a mezőgazdaság és az állattartás. Az utóbbi időben fejlődött a vegyipar, az építőipar, a kereskedelem és a vendéglátás is. A gazdasági élet szereplői közül ki kell emelni a Chromos Svjetlost d. d. festékgyárat, mely egyben az egész község legjelentősebb, piacvezető vállalata. A vállalat közel száz éve működik. Elődjét még 1920-ban alapították Ratkovicában. Lužaniban 1956 óta működik. Rajta kívül a településen 17 kisvállalkozás és 64 családi gazdaság működik.

## Nevezetességei
- A Lourdes-i Szűzanya tiszteletére szentelt római katolikus plébániatemploma 1907-ben épült, 1967-ben megújították. A plébániához Bečic, Ciglenik, Lužani, Malino, Pričac és Živike falvak hívei tartoznak.
- Szent Mária Magdolna tiszteletére szentelt római katolikus kápolnája a temetőben áll.
- A Szentháromság szerb pravoszláv templomot 1991-ben lerombolták.
- A háborús hősök és a fasizmus áldozatainak emlékműve a település központjában.

## Kultúra
A település kulturális és művészeti egyesülete KUD „Graničar“ néven működik.

## Oktatás
Lužanin működik a „Ljudevit Gaj” általános iskola, melyet mintegy 200 tanuló látogat.

## Sport
- NK „Svjetost” labdarúgóklub
- A településen tornacsarnok, focipálya, kosárlabdapálya, röplabdapálya, teniszpálya található.

## Egyesületek
DVD Lužani önkéntes tűzoltóegylet